# Mirosław Miozga
Mirosław Miozga (ur. 27 kwietnia 1975) – polski futsalista, zawodnik z pola, były reprezentant Polski, zawodnik Clearexu Chorzów.

## Przebieg kariery
W sezonie 1998/1999 Mirosław Miozga z Clearexem Chorzów wywalczył awans do I ligi, jednak w kolejnym sezonie został wypożyczony do Telsportu Katowice, z którym zajął dziewiąte miejsce w najwyższej klasie rozgrywkowej. Od sezonu 2000/2001 do sezonu 2007/2008 nieprzerwanie był zawodnikiem klubu z Chorzowa. W tym czasie cztery razy zdobył tytuł Mistrza Polski i dwa razy Puchar Polski. Od 2008 do 2010 roku był zawodnikiem Gwiazdy Ruda Śląska, w sezonie 2010/2011 GKS-u Tychy, a w pierwszej rundzie sezonu 2011/2012 Inpulsu Alpol Siemianowice Śląskie. Po wycofaniu się Inpulsu Alpol z ekstraklasy Miozga ponownie został graczem Clearexu Chorzów. W ekstraklasie do zakończenia sezonu 2013/2014 strzelił 131. bramek. Pracuje jako trener FC Silesia Box Siemianowice.